# Saint-Victor-de-Morestel
Saint-Victor-de-Morestel is een gemeente in het Franse departement Isère (regio Auvergne-Rhône-Alpes). De plaats maakt deel uit van het arrondissement La Tour-du-Pin. Saint-Victor-de-Morestel telde op 1 januari 2022 1.142 inwoners. 

## Geografie
De oppervlakte van Saint-Victor-de-Morestel bedroeg op 1 januari 2022 13,13 vierkante kilometer; de bevolkingsdichtheid was toen 87 inwoners per km².

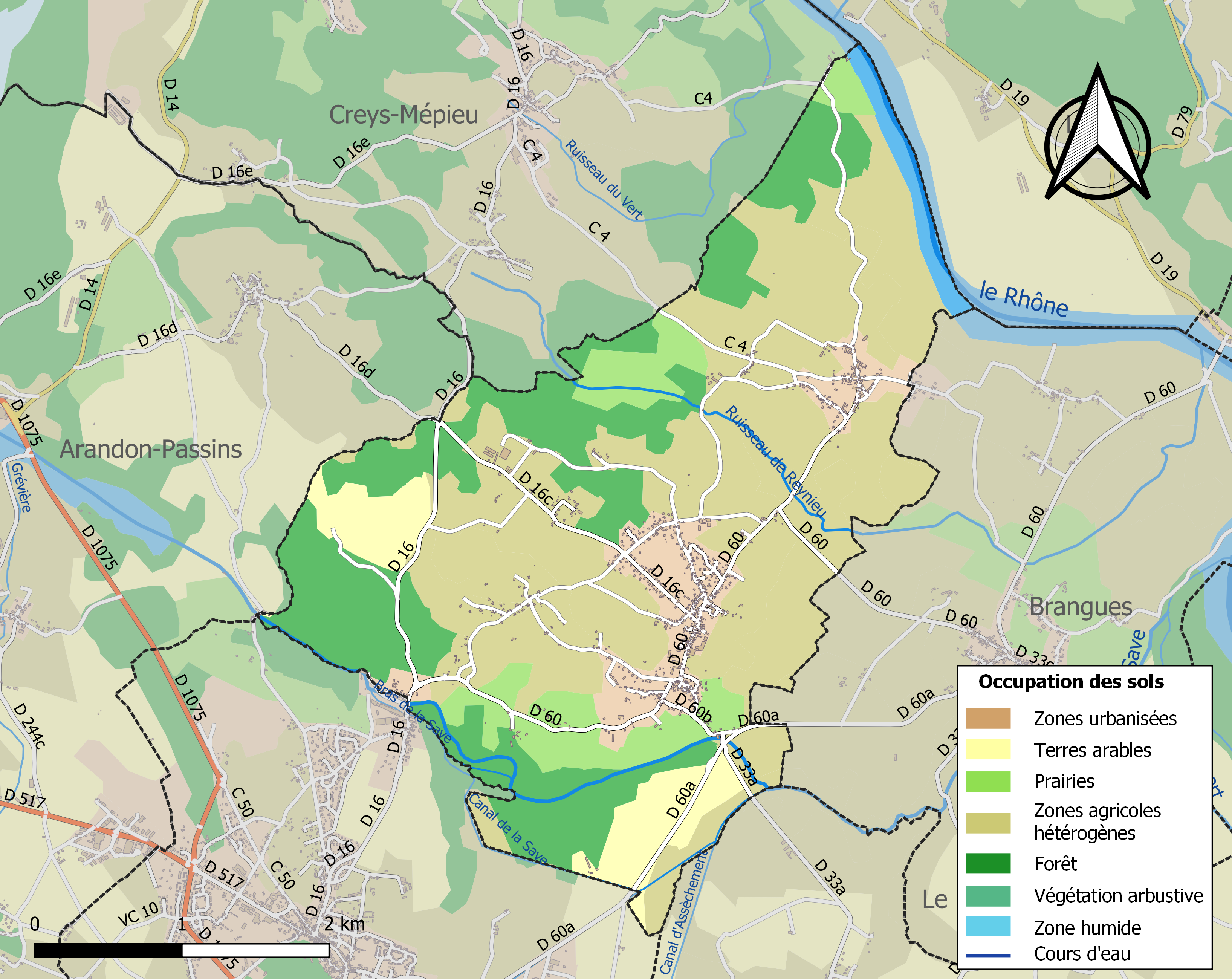
Kaart van de gemeente met de belangrijkste infrastructuur, bodemgebruik en omliggende gemeenten

## Demografie
Onderstaande figuur toont het verloop van het inwonertal (bron: INSEE-tellingen).